# Данијел Берлин
Данијел Елис Берлин (25. април 1924 — 2. новембар 1976) је био британски и канадски психолог. Берлин је радио на неколико универзитета у Канади и Сједињеним Државама. Његов рад је био у области експерименталне и истраживачке психологије. Конкретно, његово истраживање се фокусирало на то како на објекте и искуства утичу радозналост и узбуђење и утичу на њих.

## Биографија
Берлин је рођен у Салфорду, у Великом Манчестеру, у Енглеској, 25. априла 1924. године. Тамо је похађао гимназију у Манчестеру и Тринити колеџ у Кембриџу. Одатле је дипломирао 1947. и магистрирао 1949. Одатле је отишао на Универзитет Јејл где је, док је предавао са пуним радним временом на Бруклин колеџу у Њујорку, докторирао 1951. године. Године 1953. Берлин је био приморан да напусти Сједињене Државе због проблема са својом визом. Радио је у Шкотској као професор до повратка у САД 1957. године.

### Истраживање
Већина Берлиновог рада фокусирала на ефекте и реакције на радозналост и узбуђење, а не на идеје као стања постојања. Његов рад се фокусирао на „зашто организми показују радозналост и истражују своју околину, зашто траже знање и информације“. Веровао је да објекти утичу на три нивоа, психофизички, еколошки и колативни. Последњи од њих био је термин који је сковао Берлин који је покушао да опише хедонистичке нивое флуктуације узбуђења кроз стимулансе као што су новост, сложеност, изненађење, несклад. Коначно, веровао је да је узбуђење најбоље и најефикасније када је на умереном нивоу и када је под утицајем сложености и новости објекта узбуђивања.